# Amphipoea malaisei
Amphipoea malaisei är en fjärilsart som beskrevs av Nordström 1931. Amphipoea malaisei ingår i släktet Amphipoea och familjen nattflyn. Inga underarter finns listade i Catalogue of Life.